# Tyus Battle
Tyus Akili Battle (Livingston, 23 settembre 1997) è un cestista statunitense.